# 冯安
冯安（？—？），长乐郡信都县（今河北省衡水市冀州区）人，冯和的儿子，冯跋的父亲。
311年，永嘉之乱，其父冯和迁居上党。冯安雄武有力，有器量，西燕皇帝慕容永以他为将军。慕容永的西燕灭亡后，举家东徙和龙（今辽宁省朝阳市），住在长谷（今辽宁省凌源市附近）。其子冯跋称北燕天王，追尊冯安为宣帝。

## 家族
- 长乐冯氏世系图